# Капитан порта

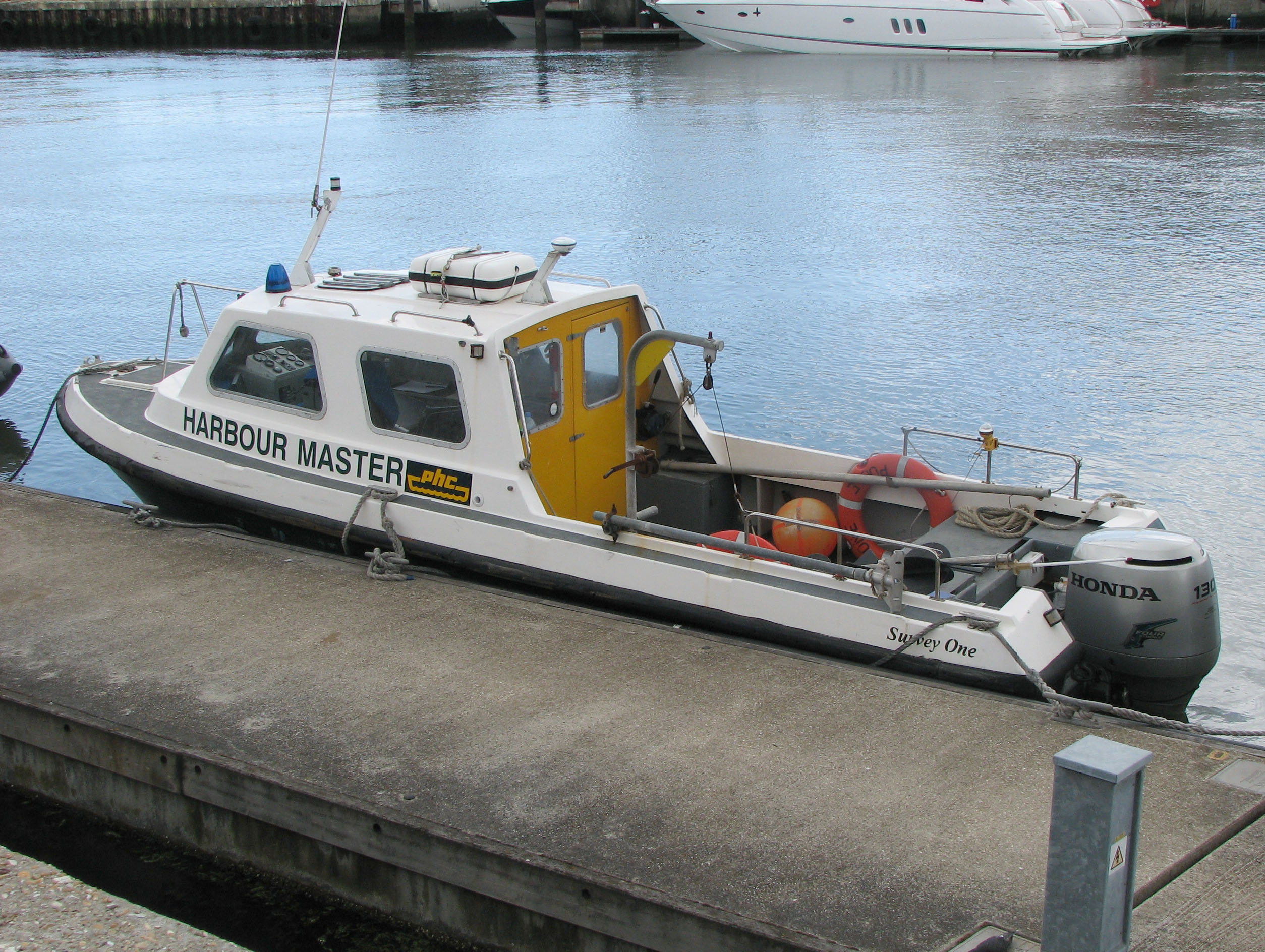
Лодка капитана порта в порту Пула (Англия)

Капитан порта (ранее Капитан над портом) — начальник инспекции портового надзора. Отвечает за безопасность судоходства в порту. Наблюдает за порядком в порту и выполнением всех правил и распоряжений по торговому мореплаванию. Капитан порта является также руководителем лоцманской, спасательной и сигнальной служб порта.
В военное время капитан порта отвечает также за военно-морской контроль за судоходством в границах порта, или подчиняется по этим вопросам старшему морскому начальнику в районе.
В небольших портах и гаванях ту же должность, с несколько сокращенными обязанностями, исполняет гаванский начальник.